# Schweiz i olympiska sommarspelen 2016
Schweiz deltog med 104 deltagare vid de olympiska sommarspelen 2016 i Rio de Janeiro. Totalt vann de tre guldmedaljer, två silvermedaljer och två bronsmedaljer.

## Medaljer
| Medalj | Namn                                                | Sport     | Gren                     |
| ------ | --------------------------------------------------- | --------- | ------------------------ |
| Guld   | Fabian Cancellara                                   | Cykling   | Herrarnas tempolopp      |
| Guld   | Mario Gyr Simon Niepmann Simon Schürch Lucas Tramèr | Rodd      | Herrarnas lättvikts-fyra |
| Guld   | Nino Schurter                                       | Cykling   | Herrarnas terränglopp    |
| Silver | Timea Bacsinszky Martina Hingis                     | Tennis    | Damdubbel i tennis       |
| Silver | Nicola Spirig                                       | Triathlon | Damernas triathlon       |
| Brons  | Heidi Diethelm Gerber                               | Skytte    | Damernas 25 m pistol     |
| Brons  | Giulia Steingruber                                  | Gymnastik | Damernas hopp            |